# Васильев, Владимир Иванович (этнограф)
Влади́мир Ива́нович Васи́льев (20 апреля 1936, Москва — 21 сентября 1993, Омск) — советский и российский этнограф, доктор исторических наук. Автор многочисленных работ по этнографии самодийских народов — энцев, ненцев и др.

## Биография
Родился 20 апреля 1936 года в Москве в семье научных работников. В 1958 году окончил исторический факультет МГУ.
Работал в Институте этнографии (Институте этнографии и антропологии) РАН.
В 1960—1980-е годы проводил активные исследования на территории Красноярского края, в основном в районе Таймыра. Совершил 30 экспедиций в различные районы Заполярья и Приполярья.
Летом 1968 года возглавлял этнографическую экспедицию к лесным ненцам Пуровского района на Ямале, в которую входили также художник М. М. Мечев и этнограф Т. Б. Долгих.
В 1982 году защитил докторскую диссертацию.
Умер 21 сентября 1993 года в Омске. Похоронен на Старо-Северном кладбище.

## Научная деятельность и работы
Васильев в ходе своей научной деятельности пытался восстановить прародину самодийцев.
Вслед за В. Н. Чернецовым считал, что прародиной самодийцев были лесостепи — местность от Енисея на востоке до Иртыша на западе. И только в IX веке под давлением тюрков самодийцы вынуждены были уйти на Север — так называемая первая волна предков ненцев. Вторая волна началась в XIII столетии и тоже в основном была вызвана монголо-тюркской экспансией.
В 1970 году в журнале «Советская этнография» (№ 1 за 1970 год) была напечатана его статья «Сииртя — легенда или реальность», вызвавшая споры в научном сообществе.
Автор более 150 научных работ, в том числе основной своей монографии «Проблемы формирования северо-самодийских народностей», статей и разделов о самодийских народах в коллективных трудах «Общественный строй у народов Северной Сибири», «Этногенез народов Севера», «Этническая история народов Сибири», «Народы Советского Союза» (1960—1980).

## Труды
- Сииртя — легенда или реальность? // СЭ. 1970. № 1. С. 151—158.
- Введение // Общественный строй у народов Северной Сибири. М.: Наука, 1970. С. 11-37 (в соавт. с С. И. Вайнштейном).
- Социальная организация азиатских ненцев, энцев и нганасан // Общественный строй у народов Северной Сибири (XVII — начало XX в.). М., 1970. С. 174—213 (в соавт. с Ю. Б. Симченко).
- Васильев В. И., Гейденрейх Л. Н. Тундра Канинская. — М., 1977.
- Васильев В. И. Проблемы формирования северо-самодийских народностей, Академия наук СССР / Отв. ред. И. С. Гурвич; Институт этнографии им. Н. Н. Миклухо-Маклая. — М.: Наука, 1979. — 243 с.
- Васильев В. И. Проблемы антропологии и исторической этнографии Западной Сибири. — Омск: Изд-во Омского университета, 1991. — 183 с.
- Проблемы этнической истории самодийских народов // Этнографическое обозрение. 1993. № 6. С. 150—152 (в соавт. с Н. А. Томиловым)[1].

## Переводы и литературная обработка
- Три сына : ненецкие сказки: для дошкольного возраста / ил.: В. Гошко; лит. обработка: Георгий Алексеевич Меновщиков, Владимир Иванович Васильев; лит. запись: Наталья Митрофановна Терещенко, Наталья Митрофановна, Владимир Иванович Васильев. — Москва : Малыш, 1991. — 22, [2] с.: ил., орнаменты; 22 см. — (Сказки Евражки) .- 150 000 экз.- ISBN 5-213-00342-7